# فرودگاه شهری لیوینگ استون (تگزاس)
فرودگاه شهری لیوینگ استون (تگزاس) (به انگلیسی: Livingston Municipal Airport (Texas)) یک فرودگاه همگانی بهره‌برداری هوایی است که یک باند فرود آسفالت دارد و طول باند آن ۱۱۲۸ متر است. این فرودگاه در شهر لیوینگستن، تگزاس کشور ایالات متحده آمریکا قرار دارد و در ارتفاع ۴۶ متری از سطح دریا واقع شده است.